# دازلر
دازلر هي شخصية خيالية في مارفل كومكس ظهرت لأول مرة في فبراير 1980.